# Hirokazu Kanazawa
Hirokazu Kanazawa (金澤弘和, Kanazawa Hirokazu) foi um mestre de karate, nascido a 3 de maio de 1931, em Iwate, Japão e falecido a 8 de Dezembro de 2019. Foi aluno do mestre Gishin Funakoshi. Venceu o torneio de kumite da JKA em 1957 e mais três anos consecutivos.
O Sensei Hirokazu Kanazawa faleceu a 8 de Dezembro de 2019.

## Biografia
Em 3 de maio de 1931, na prefeitura (cidade) de Iwate, Japão, nasceu Hirokazu Kanazawa. Quando criança, ao tempo de escola, começou a treinar judô e atingiu até o 2º dan, quando já estava na universidade.
Kanazawa ouviu falar do caratê por seu irmão, que tinha ido em viagem até Oquinaua. Um dia, porém, quando viu um grupo de alunos de outra universidade, Takushoku, ficou impressionado com suas habilidades que decidiu aprender aquela arte marcial. Mudou, entonces, para a Universidade Takushoku e passou a treinar caratê com o mestre Masatoshi Nakayama (um dos principais alunos de mestre Funakoshi), o qual logo tomou Kanazawa como protegido.
Graduou-se na universidade em 1956, ocasião em que passou no exame de faixa para 3º dan e nos testes para instrutor. No ano seguinte, foi realizado em Tóquio o primeiro torneio da All Japan Karate. Durante o evento, a mão direita de Kanazawa foi fraturada e decidira não mais participar. Pero, sua mãe tinham saído do interior apenas para vê-lo e, para não a desapontar, resolveu participar pelo menos de uma luta. Entrementes, um médico acompanhou-o, no fito de velar por sua mão magoada e verificar se poderia seguir adiante. Usando a mão esquerda para fazer esquivas e defesas, com ela venceu todas as partidas.
Uma entrevista ao jornal português Expresso 2000 explica como conseguiu executar movimentos irrealizáveis:
"É tudo uma questão de treino. Treinava de manhã antes de ir para escola, a tarde a noite. E quando descansava continuava treinando em minha cabeça".
| “ | É tudo uma questão de treino. | ” |

Em 1958, na edição seguinte do mesmo torneio, Kanazawa sagrou-se campeão nas disputas de kata e kumite.
Em janeiro de 1961, a JKA enviou Kanazawa para o Havaí, com escopo de lá fomentar o caratê, abrindo locais de treino lá. Na oportunidade, foi graduado como 5º dan. No Havai, fundou um dojô e foi o primeiro presidente da entidade representativa.
Em maio de 1963, Kanazawa sai do Havaí para ensinar na Europa e, em 1966, foi graduado como 6º dan pela JKA e tornou-se instrutor-chefe. Em 1973, foi a 7º dan.

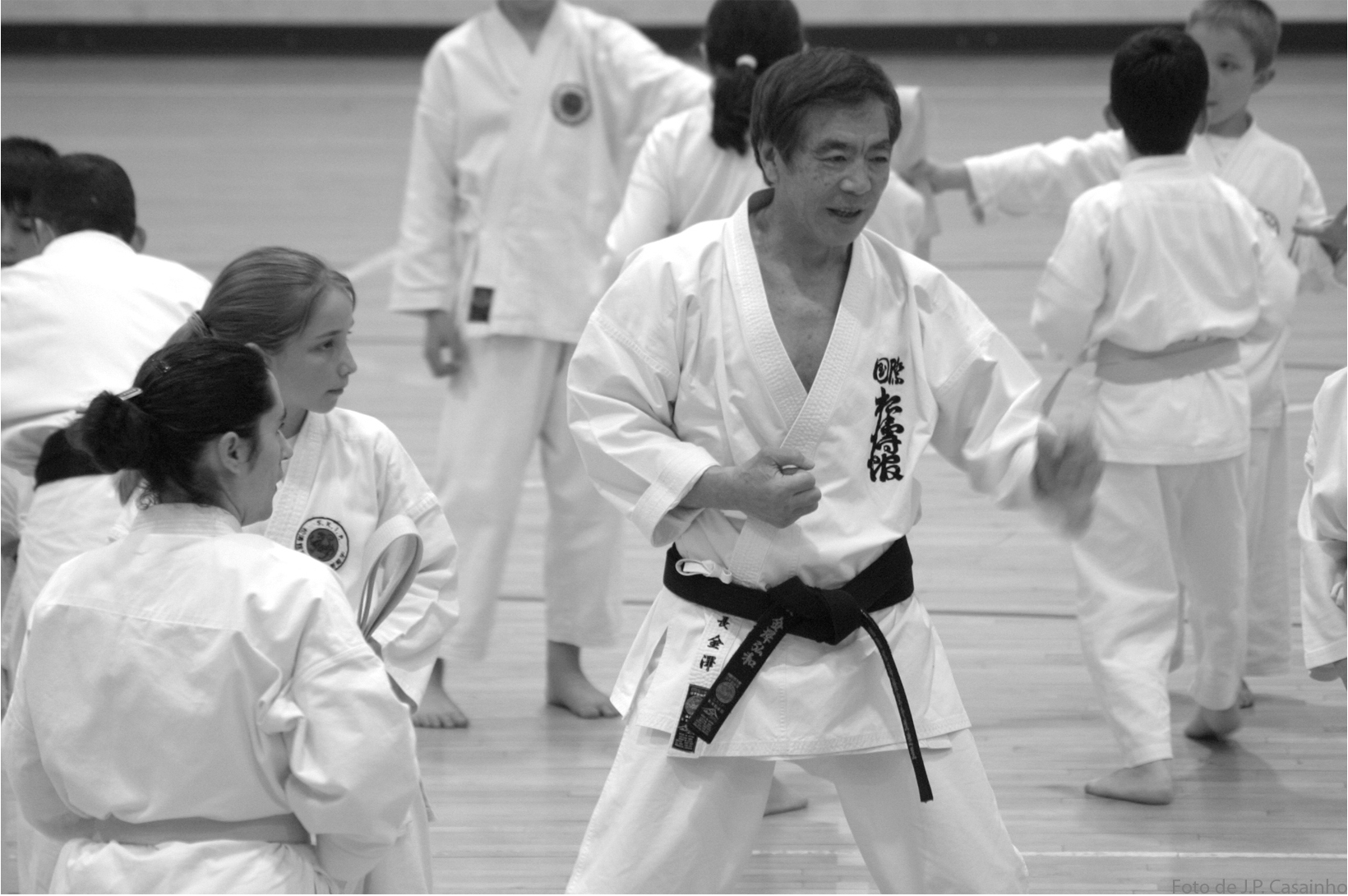
Kanazawa, durante treino para crianças

O mestre sai, em 1977 da JKA e funda a Federação Internacional do Caratê-dô Shotokan (Shotokan Karate-Do International Federation - SKIF). Desde então, o mestre tem-se dedicado a promover sua arte por intermédio de sua entidade, incluindo a organização de várias competições de caratê ao redor do mundo.
A entidade que comanda, a SKIF, que representa sua linhagem (em japonês:  金澤派), aprofundou um pouco mais a cisão que separa as quatro linhagens principais do estilo de mestre Funakoshi — SKIF, JKA, Shotokai de Egami e Shotokai de —, pois, recentemente, foram incorporados ao repertório da SKIF os katas Nijuhachiho, Gankaku sho[a], Seipai e Seienchin, não sem antes adaptá-los às características do estilo.
Segundo Kanazawa afirma, tal iniciativa é uma forma de reafirmar a vetusta ideia do mestre Funakoshi de que o caratê é uma arte marcial única, além de reincorporar movimentos pouco desenvolvidos no Shotokan, como a base shiko dashi e ne waza ou nage waza, técnicas avançada que são comuns nos demais estilos de Oquinaua e isso seria um modo de resgatar as formas mais pragmáticas e eficazes do caratê.
Foi dito pelo mestre:
| “ | …a maioria dos kata da SKIF é ensinado e praticado da forma original, como foram ensinados por Mestre Funakoshi na época em que a JKA foi fundada. No entanto, desde então, aquela entidade promoveu mais alterações. Na SKIF, fizemos apenas algumas pequenas mudanças para alguns katas, a fim de ajustar sua aplicação a uma forma correcta ou por outra razão. Um kata não é apenas para defesa pessoal. Também é arte e, portanto, cada qual tem seu próprio significado ou filosofia por trás, por isso é importante que seus movimentos reflitam a própria filosofia ou significado do kata[b] | ” |

### Brasil
O mestre esteve, em 1994, ministrando aulas na Bahia, Rio de Janeiro (capital e Campos dos Goytacazes), e em 2007, a ministrar aulas no Brasil, passando inclusive por Belém do Pará.